# Remedy (Fernsehserie)
Remedy ist eine kanadische Dramaserie des Senders Global. Ihre Erstausstrahlung in Kanada erfolgte ab 24. Februar 2014. In Deutschland war die erste Staffel der Serie seit 1. Dezember 2014 auf Maxdome abrufbar. Des Weiteren erfolgte eine Ausstrahlung bei Sat.1 emotions ab 22. Mai 2015.
Die Serie wurde nach 2 Staffeln mit 20 Folgen abgesetzt.

## Besetzung und Synchronisation
Die deutschsprachige Synchronisation der Serie erfolgte unter Dialogbuch von Dirk Hartung und Dialogregie von Wolfgang Ziffer bei der Lavendelfilm GmbH, Potsdam.
| Schauspieler     | Charakter          | Synchronsprecher |
| ---------------- | ------------------ | ---------------- |
| Dillon Casey     | Griffin Conner     | Sebastian Schulz |
| Sara Canning     | Dr. Melissa Conner | Eva Michaelis    |
| Enrico Colantoni | Dr. Allen Conner   | Detlef Bierstedt |
| Sarah Allen      | Sandy Conner       | Eva Thärichen    |

## Veröffentlichung auf DVD
Die 1. Staffel der Serie, bezeichnet als Remedy – Eine Familie. Zwei Welten., erschien am 25. August 2015 bei Polyband.